# Sansevieria bagamoyensis
Dracaena bagamoyensis (Sansevieria bagamoyensis) es una especie de Dracaena Sansevieria perteneciente a la familia de las asparagáceas, originaria de  África oriental en Kenia.
Ahora se la ha incluido en el gen de Dracaena debido a los estudios moleculares de su filogenia.

## Descripción
Es una planta herbácea erecta que alcanza un tamaño de 1.5 a 2.5 m de altura con 30-40 cm de grosor del tallo, tiene rizoma subterráneo, de 1.5-2  cm de largo,  3-4 cm de ancho, cilíndricos, está completamente cubierto y se expone sólo una parte basal muy corta. Las hojas son dísticas de espiral, 8-10, linear-lanceoladas, con margen de color marrón rojizo (marrón-naranja en el secado), con una membrana blanca cada vez más amplia hacia la base de la hoja, el ápice de la hoja de 0,4 0,6 cm de largo, con una aguda espina de color amarillo parduzco. La inflorescencia es terminal en forma de panícula de 40-55 cm de largo. El fruto es una baya globosa.

## Taxonomía
Sansevieria bagamoyensis fue descrita por Nicholas Edward Brown y publicado en Bulletin of Miscellaneous Information Kew 1913: 306, en el año 1913.
Etimología
Sansevieria nombre genérico que debería ser "Sanseverinia" puesto que su descubridor, Vincenzo Petanga, de Nápoles, pretendía dárselo en conmemoración a Pietro Antonio Sanseverino, duque de Chiaromonte y fundador de un jardín de plantas exóticas en el sur de Italia. Sin embargo, el botánico sueco Thunberg que fue quien lo describió, lo denominó Sansevieria, en honor del militar, inventor y erudito napolitano Raimondo di Sangro (1710-1771), séptimo príncipe de Sansevero.
bagamoyensis: epíteto geográfico que alude a su localización en Bagamoyo.